# Feuerlibelle
Die Feuerlibelle (Crocothemis erythraea), auch Westliche Feuerlibelle, ist eine ursprünglich vor allem afrikanisch und mediterran verbreitete Libellenart aus der Familie der Segellibellen (Libellulidae), die zu den Großlibellen (Anisoptera) gehören. 2011 wurde sie in Deutschland zur Libelle des Jahres gekürt.

## Merkmale

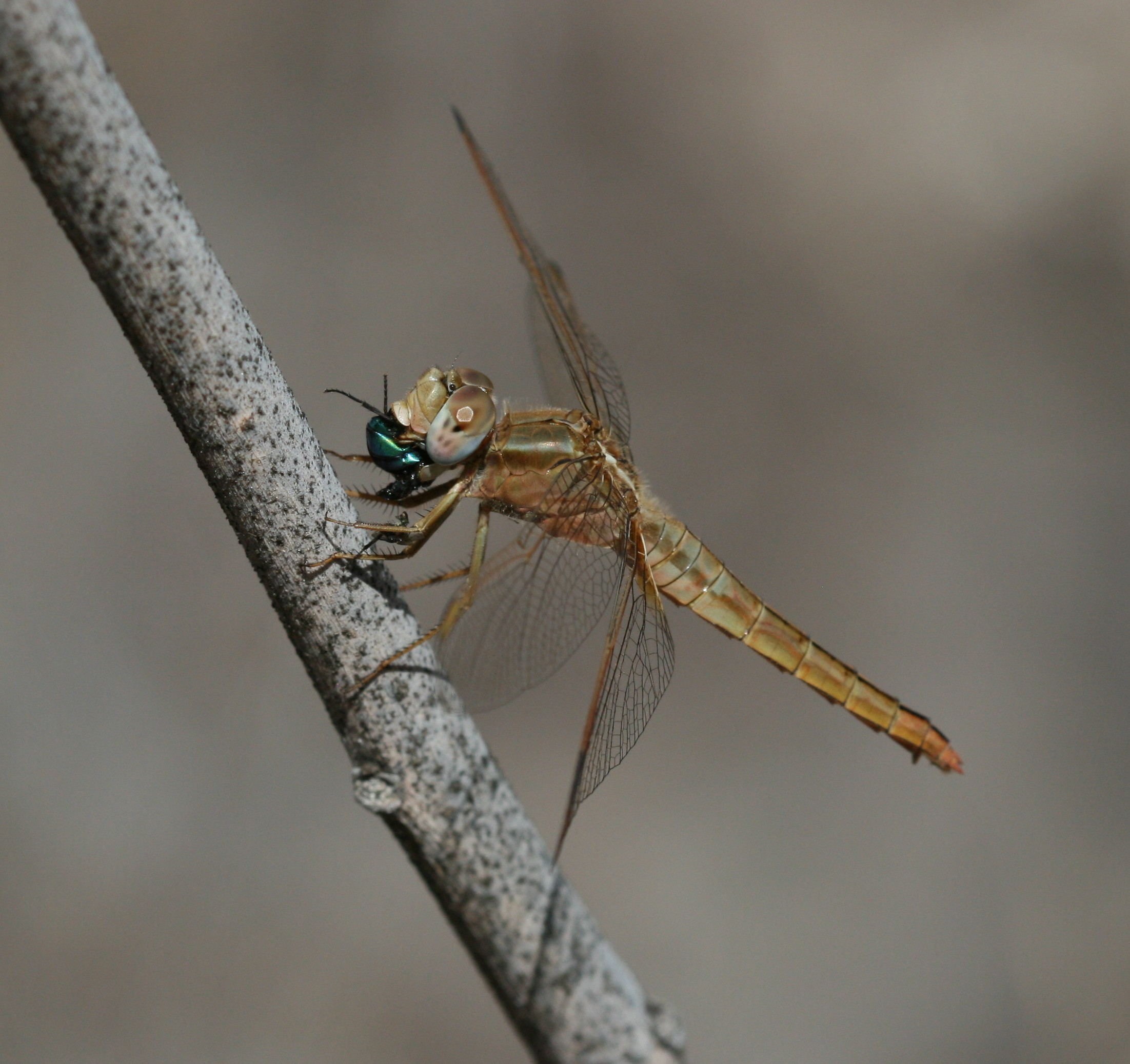
Weibchen der Feuerlibelle beim Fressen; beachte auch die abstehende Legeklappe

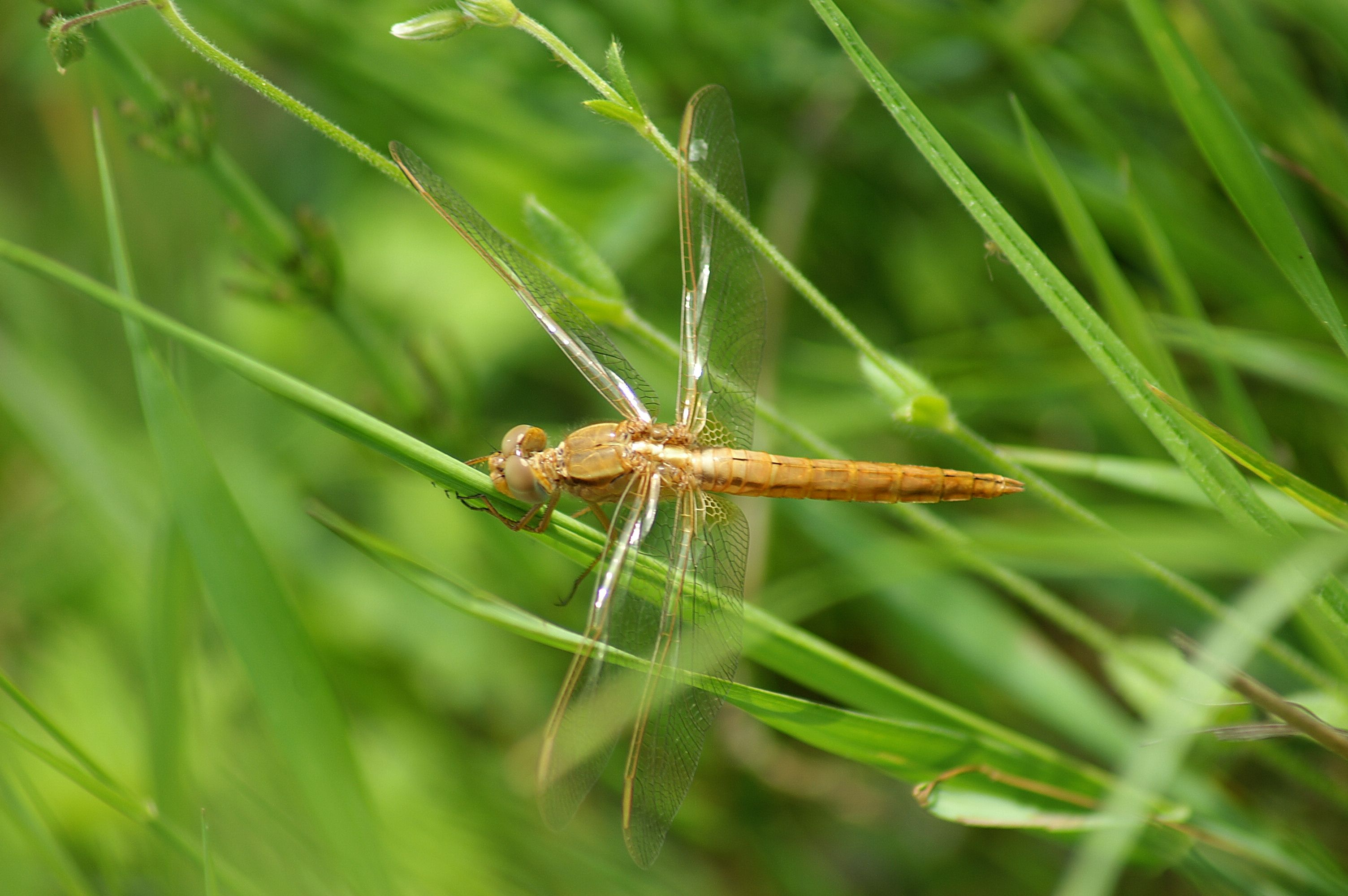
Frisch geschlüpftes Männchen; dieses gleicht noch einem Weibchen, ist aber an der Form der oberen Hinterleibsanhänge erkennbar

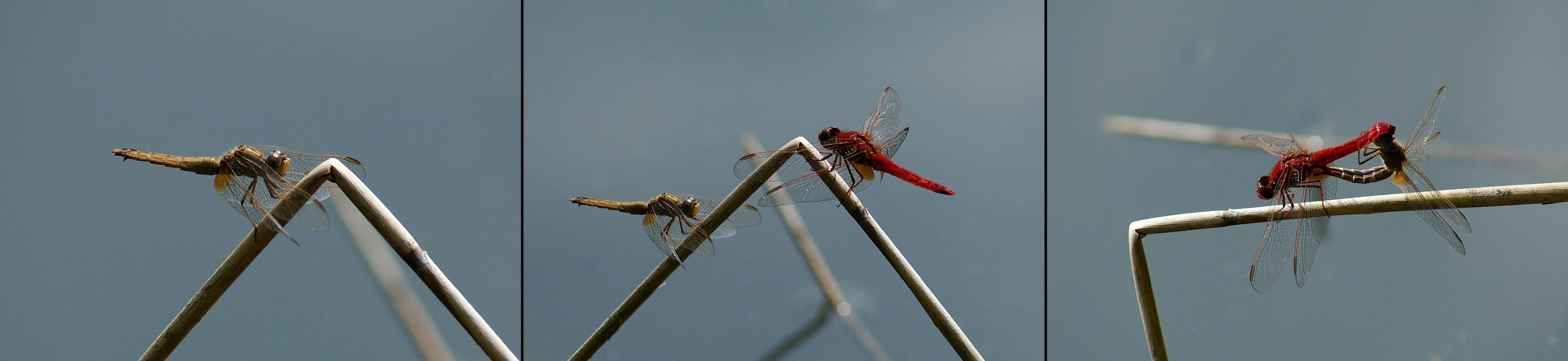
Paarung

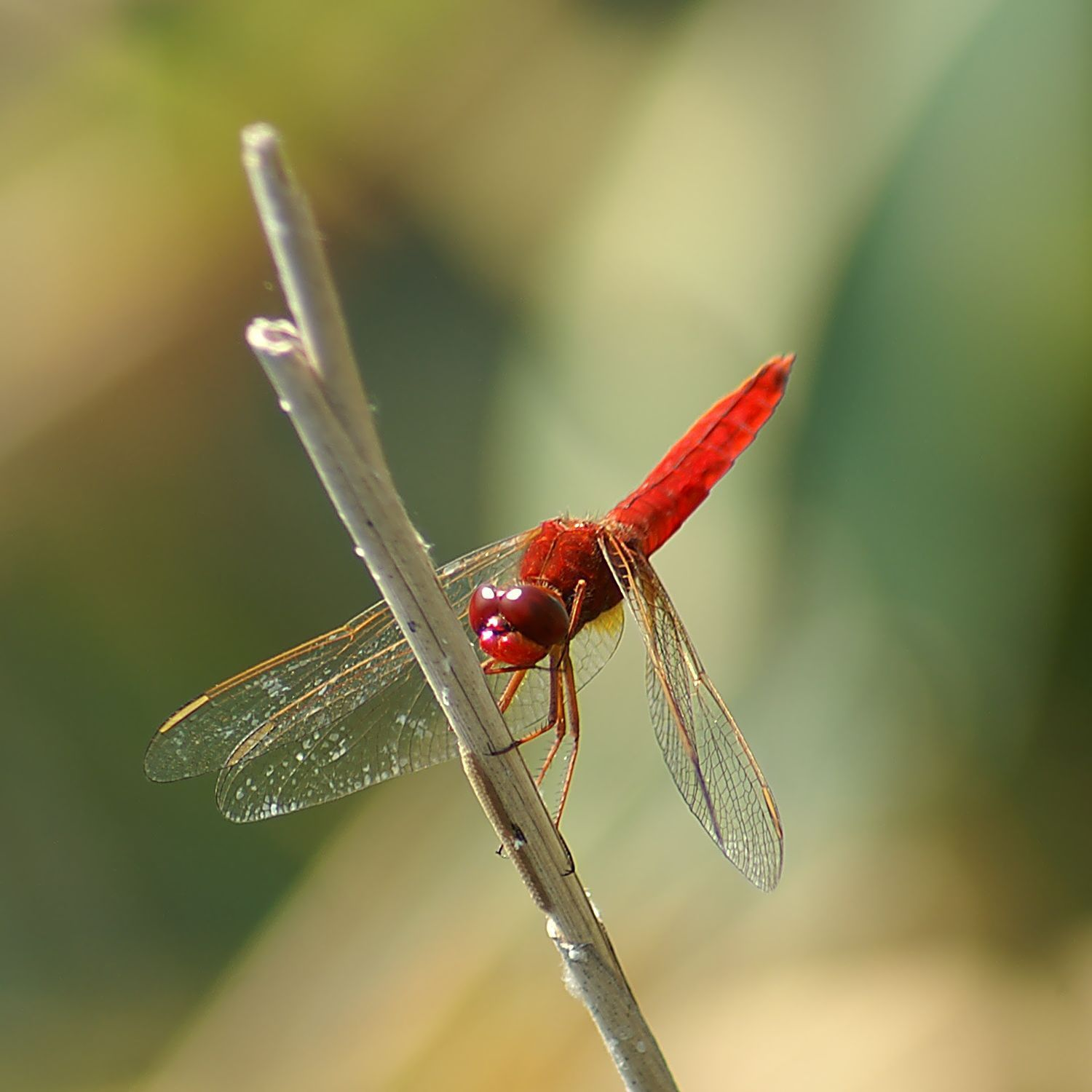
Nahezu der gesamte Körper der Männchen ist leuchtend rot, das Abdomen auffallend abgeflacht

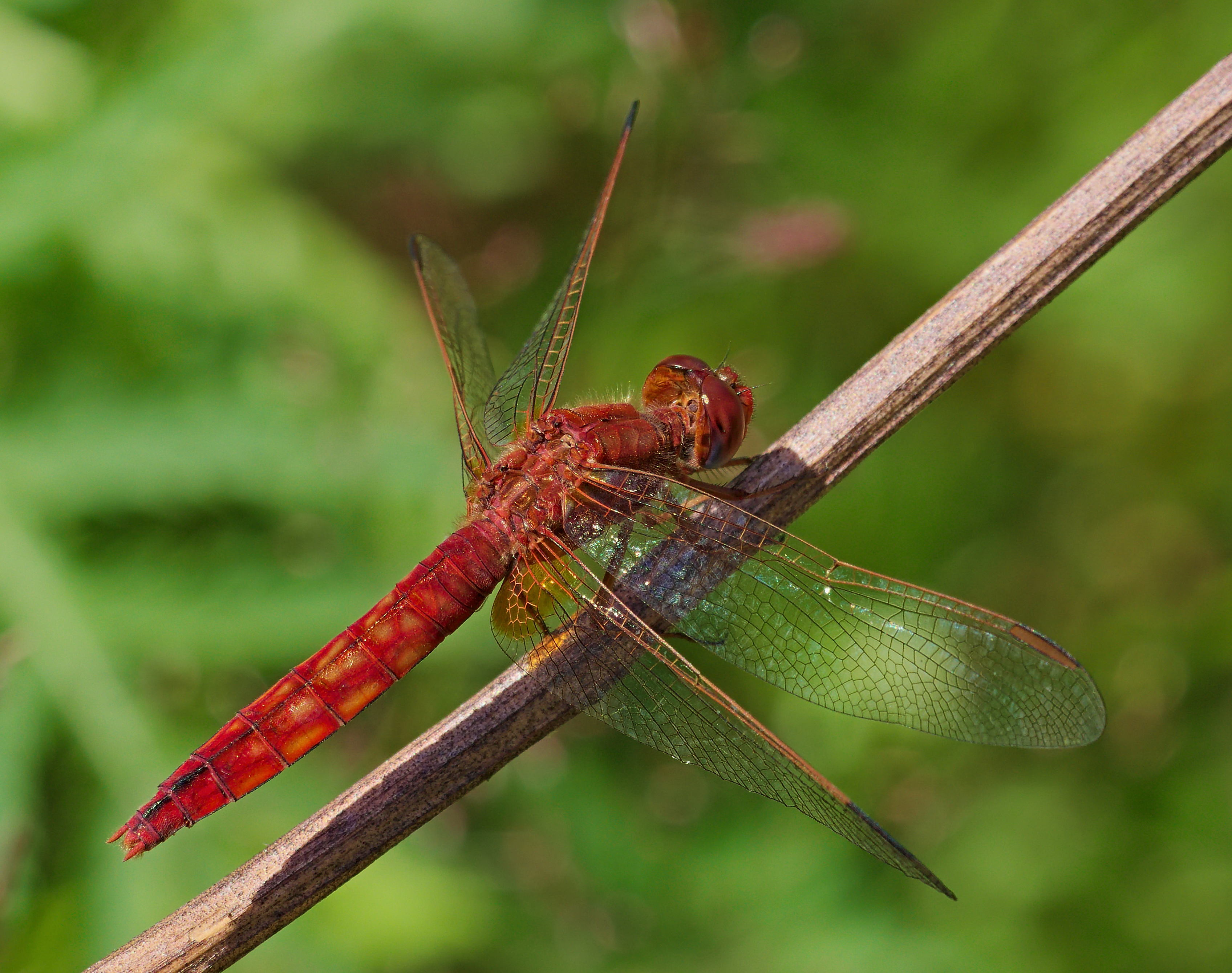
Seltenes rot gefärbtes Weibchen

Die reifen Männchen der Feuerlibelle sind signalrot, wobei die Intensität der Rotfärbung offenbar mit der Umgebungstemperatur zusammenhängt. So wirken mitteleuropäische Tiere manchmal bräunlich-rot, anders als in den Mittelmeerländern. Die Weibchen sind ockerfarben bis hellbraun; sie weisen außerdem einen auffälligen hellen Dorsalstrich zwischen den Flügelansätzen auf. Feuerlibellen werden in der Regel zwischen 40 und 45 Millimetern lang. Sie erreichen Flügelspannweiten von 65 bis 70 Millimetern. Bei beiden Geschlechtern befindet sich auf der Basis der Hinterflügel ein deutlicher gelb-oranger Fleck, auf der Basis der Vorderflügel ein kleinerer. Das Pterostigma (Flügelmal) ist gelblich bis braun. Feuerlibellen haben eine Lebenserwartung von 1–2 Monaten.
Man kann Feuerlibellen aufgrund der Färbung mit roten Heidelibellen-Arten (Sympetrum spp.) verwechseln, insbesondere mit der Blutroten Heidelibelle. Allerdings unterscheiden sie sich von diesen durch ihren flacheren Hinterleib und ihren relativ großen Körper. Außerdem sind bei den Männchen selbst die Beine rot. Die noch nicht ausgefärbten Imagines und die Weibchen sehen manchen Blaupfeil-Arten (Orthetrum spp.) ähnlich. Im Unterschied zu diesen weisen die Feuerlibellen-Weibchen aber einen ungefähr senkrecht abstehenden Legebohrer auf. Ebenso sieht auch der Gefleckte Sonnenzeiger (Trithemis kirbyi) der Feuerlibelle ähnlich, bei diesem sind allerdings auch die Flügeladern rot gefärbt.

## Verbreitung
Feuerlibellen sind ursprünglich in den warmen Regionen Südeuropas, Afrikas und Vorderasiens verbreitet. In den 1990er-Jahren hat die Art sich auch nach Süddeutschland ausgebreitet, wo sie inzwischen nicht selten ist. Die Feuerlibelle erweitert ihr Areal in Mitteleuropa derzeit kontinuierlich weiter und dürfte mittlerweile in fast ganz Deutschland zu finden sein. Seit 2007 wird sie verstärkt sogar in Schleswig-Holstein beobachtet. Die Flugzeit reicht hier von Ende Juni bis Mitte/Ende August, in Südeuropa bei mindestens zwei Generationen vom Mai bis in den Oktober hinein.
Die Feuerlibelle galt vor ihrer in jüngster Zeit zunehmenden Bodenständigkeit in Mitteleuropa als ausgesprochene Wanderlibelle, die in warmen Sommern zahlreich aus dem Mittelmeerraum nach Zentraleuropa einflog. Die Ausdehnung ihres Areals nach Norden wird mit dem Klimawandel in Verbindung gebracht.

## Lebensraum und Lebensweise
Die Art lebt hauptsächlich an stehenden Gewässern, in denen auch die Larvenentwicklung stattfindet. In Mitteleuropa sind dies vor allem Stillgewässer mit einer üppigen Ausstattung an submerser Vegetation, wie z. B. Tausendblatt (Myriophyllum spp.), etwa Altwasser und Sandgrubenweiher. Im wärmeren Mittelmeerraum entwickeln sich die Larven jedoch in fast jedem Stillgewässer bis hin zu kurzlebigen Kleintümpeln. Eine erfolgreiche Fortpflanzung findet nur in Gewässern statt, welche nicht über längere Zeit austrocknen oder im Winter durchfrieren.
Die Männchen sitzen gerne am Boden oder in der bodennahen Vegetation. Wie alle Libellen lebt auch diese Art räuberisch und jagt insbesondere kleine Insekten.
Die Paarung wird in wenigen Sekunden im Flug vollzogen. Die Weibchen tauchen die Eier gleich anschließend im Flug mit der Spitze des Hinterleibes ins Wasser, wobei die Eier gerne an flutenden Wasserpflanzen oder Algenwatten abgestreift werden. Dies geschieht oft fern vom Ufer. Die Männchen bewachen die Weibchen dabei nicht.

## Larvenentwicklung
Die Larven leben am Grund des Gewässers oder an Wasserpflanzen. Sie benötigen für ihre Entwicklung in Mitteleuropa in der Regel ein Jahr, können in warmen Sommern diese aber auch schon schneller abschließen und eine zweite Generation ausbilden. In heißeren Regionen entwickeln sich die Larven noch deutlich schneller. Feuerlibellen-Larven ähneln durch eine starke Verschmälerung des Kopfes hinter den Augen sehr denen der Heidelibellen, weisen aber unter anderem keine Dorsaldornen auf.